# Monument (Oregon)
Monument az Amerikai Egyesült Államok északnyugati részén, Oregon állam Grant megyéjében, a John Day-folyó északi és középső ágainak találkozásánál, Pendletontól 180 km-re délnyugatra, John Daytől 103 km-re északnyugatra, Bendtől pedig 251 km-re északkeletre helyezkedik el. A 2010. évi népszámláláskor 128 lakosa volt. A város területe 1,32 km², melynek 100%-a szárazföld.
A település 1874-ben kapott városi rangot; nevét a közeli szikláról kapta.
A várostól 1,6 km-re délnyugatra található a Monumenti városi repülőtér.

## Éghajlat
A térség nyarai melegek (de nem forróak) és szárazak. A Köppen-skála alapján a város éghajlata félszáraz (BSk-val jelölve). A legcsapadékosabb a május–június, a legszárazabb pedig a július–szeptember közötti időszak. A legmelegebb hónap július, a leghidegebb pedig december.
| Hónap                         | Jan.  | Feb.  | Már.  | Ápr. | Máj. | Jún. | Júl. | Aug. | Szep. | Okt.  | Nov.  | Dec.  | Év    |
| ----------------------------- | ----- | ----- | ----- | ---- | ---- | ---- | ---- | ---- | ----- | ----- | ----- | ----- | ----- |
| Rekord max. hőmérséklet (°C)  | 20,6  | 23,3  | 29,4  | 35,0 | 38,9 | 40,6 | 46,7 | 46,1 | 40,6  | 35,6  | 28,9  | 21,1  | 46,7  |
| Átlagos max. hőmérséklet (°C) | 6,1   | 10,0  | 14,4  | 18,3 | 23,3 | 27,2 | 33,3 | 33,3 | 28,3  | 20,0  | 11,1  | 5,6   | 19,3  |
| Átlaghőmérséklet (°C)         | 0,6   | 3,1   | 6,7   | 10,0 | 14,2 | 17,8 | 22,0 | 21,7 | 16,7  | 10,3  | 4,7   | 0,3   | 10,7  |
| Átlagos min. hőmérséklet (°C) | −5,0  | −3,9  | −1,1  | 1,7  | 5,0  | 8,3  | 10,6 | 10,0 | 5,6   | 0,6   | −1,7  | −5,0  | 2,1   |
| Rekord min. hőmérséklet (°C)  | −32,2 | −29,4 | −12,2 | −8,9 | −5,0 | −1,1 | 1,7  | −0,6 | −5,0  | −16,1 | −26,1 | −31,7 | −32,2 |
| Átl. csapadékmennyiség (mm)   | 35    | 31    | 37    | 37   | 44   | 34   | 15   | 15   | 15    | 27    | 39    | 41    | 370   |
| Forrás: The Weather Channel   |       |       |       |      |      |      |      |      |       |       |       |       |       |

## Népesség

### 2010
A 2010-es népszámláláskor a városnak 128 lakója, 55 háztartása és 31 családja volt. A népsűrűség 97 fő/km2. A lakóegységek száma 82, sűrűségük 62,1 db/km2. A lakosok 94,5%-a fehér,  0,8%-a indián,   3,8%-a egyéb, 0,8%-a pedig kettő vagy több etnikumú. A spanyol vagy latino származásúak aránya 3,9% (3,9% mexikói,   )
A háztartások 23,6%-ában élt 18 évnél fiatalabb. 43,6% házas, 9,1% egyedülálló nő, 3,6% egyedülálló férfi, 43,6% pedig nem család. 38,2% egyedül élt; 12,7%-uk 65 éves vagy idősebb. Egy háztartásban átlagosan 2,33 személy élt; a családok átlagmérete 3,23 fő.
A medián életkor 40,5 év volt. A város lakóinak 24,2%-a 18 évesnél fiatalabb, 5,6% 18 és 24 év közötti, 26,6%-uk 25 és 44 év közötti, 27,4%-uk 45 és 64 év közötti, 16,4%-uk pedig 65 éves vagy idősebb. A lakosok 54,7%-a férfi, 47,3%-a pedig nő.

### 2000
A 2000-es népszámláláskor  a városnak 151 lakója, 68 háztartása és 41 családja volt. A népsűrűség 114,4 fő/km2. A lakóegységek száma 81, sűrűségük 61,4 db/km2. A lakosok 95,36%-a fehér,  3,97%-a indián,    0,66%-a pedig kettő vagy több etnikumú. 
A háztartások 26,5%-ában élt 18 évnél fiatalabb. 47,1% házas, 7,4% egyedülálló nő; 39,7% pedig nem család. 32,4% egyedül élt; 11,8%-uk 65 éves vagy idősebb. Egy háztartásban átlagosan 2,22 személy élt; a családok átlagmérete 2,78 fő.
A város lakóinak 25,2%-a 18 évesnél fiatalabb, 7,3% 18 és 24 év közötti, 27,2%-uk 25 és 44 év közötti, 23,8%-uk 45 és 64 év közötti, 16,6%-uk pedig 65 éves vagy idősebb. A medián életkor 35 év volt. Minden 100 nőre 118,8 férfi jut; a 18 évnél idősebb nőknél ez az arány 113,2.
A háztartások medián bevétele 24 000 amerikai dollár, ez az érték családoknál $45 714. A férfiak medián keresete $38 750, míg a nőké $21 250. A város egy főre jutó bevétele (PCI) $15 814. A családok 6,8%-a, a teljes népesség 17,1%-a élt létminimum alatt; a 18 év alattiaknál ez a szám 19,2%, a 65 évnél idősebbeknél pedig 8%.

## Gazdaság
2000-ben a Monumenti Iskolakerület félmillió dolláros szövetségi támogatásból épült, 650 m² kutatóépületében ökológiai oktatásokat szerveztek a helyi állat- és növényvilágról, valamint a patakok élővilágáról. A Monument Schoolnak 1997-ben még több, mint 100 diákja volt, de a faipar és az állattenyésztés recessziója miatt sok család elköltözött, így 2000-ben már csak 62-en tanultak az intézményben. A szövetségi támogatások is lecsökkentek: míg 1995-ben 100 ezer dollárral támogatták a várost, addig 2000-ben már csak 5 ezret kaptak. A településen vannak a Columbia Power Electric Cooperative energiaszolgáltató irodái, valamint egy vegyesbolt, egy étterem, egy kocsma, három templom, egy nyugdíjasklub, valamint a helyi tűzoltóság.

## Fordítás
Ez a szócikk részben vagy egészben  a   Monument, Oregon című angol Wikipédia-szócikk ezen változatának fordításán alapul.  Az eredeti cikk szerkesztőit annak laptörténete sorolja fel. Ez a jelzés csupán a megfogalmazás eredetét és a szerzői jogokat jelzi, nem szolgál a cikkben szereplő információk forrásmegjelöléseként.